# Isabelle Hayeur
Pour les articles homonymes, voir Isabelle Hayeur (homonymie).
Isabelle Hayeur est une réalisatrice, scénariste et productrice québécoise. Elle est l'une des membres fondatrices de l'organisme Réalisatrices équitables. Après en avoir été présidente, elle continue de s'y impliquer à travers divers comités.

## Biographie
Possession de Andrzej Zulawski, qu’elle découvre vers 17 ans, lui confirme son goût pour le cinéma comme moyen d’expression. Possession est, pour elle «  un beau film d’horreur politisé et métaphorique, réalisé avec peu de budget et des acteurs hors pair». Et c’est à cette mesure qu’elle réalisera ses longs et courts métrages.
Militante dans la vie (elle est une des fondatrices des Réalisatrices équitables), elle l’est aussi à travers son travail, y transposant son imaginaire et son désir d’améliorer le monde contemporain. La Bête de foire (1993) réfléchit au vécu que portent en eux les exilés de la guerre ; Les Siamoises (1999), un film de science-fiction, traite des laissés pour compte de la société, au tournant du millénaire, alors que la situation économique est sombre; Le Golem de Montréal (2004) est un film fantastique inspiré d’une légende juive, mettant en scène des enfants voulant créer un être magique, soumis à leurs volontés; Une courte histoire de la folie (2014) est un court-métrage qui, à travers la danse, démontre comment la société perçoit la maladie mentale.
Navigant tant en fiction qu'en création expérimentale, tant en long qu'en court métrage, Isabelle Hayeur persiste et signe : « Pour continuer à faire des films dans l’état actuel, il faut être complètement barge et obstinée! ».

## Filmographie

### comme Réalisatrice
- 1988 : Londeleau, fiction, 12 min.
- 1989 : Narrow Room (La Chambre étroite), film de danse, 7 min.
- 1993 : La Bête de foire, fiction, 68 min.
- 1993 : La Chambre blanche, film de danse, 12 min.
- 1999 : Les Siamoises (TV), fiction, 79 min.
- 2000 : Les Entartistes : que justice soit faite!, documentaire expérimental, 62 min.
- 2004 : Le Golem de Montréal, fiction, 90 min.
- 2005 : Kanasuta, captation du spectacle de Richard Desjardins, 112 min.
- 2006 : Droits d'auteur(e), fiction, 16 min.
- 2009 : Le Camp des 4 ans, coréalisé avec Ève Lamont, documentaire, 35 min.
- 2012 : Opération Vox Pop, nouveaux médias, 600 min.
- 2014 : Une courte histoire de la folie, fiction, 28 min.
- 2019 : Prisons sans barreaux, coréalisé avec Nicole Giguère, documentaire, 73 min.

### comme Scénariste
- 1988 : Londeleau
- 1993 : La Bête de foire
- 1999 : Les Siamoises (TV)
- 2004 : Le Golem de Montréal
- 2014 : Une courte histoire de la folie

### comme Productrice
- 2004 : Le Golem de Montréal
- 2014 : Une courte histoire de la folie

## Distinctions
Londeleau: 
Prix du meilleur scénario Festival international du film de Sainte-Thérèse, 1988
La bête de foire: 
Prix Luce Guilbeault RVCQ, 1993
Une courte histoire de la folie:
Prix Artv FIFA - Festival international du film sur l'art de Montréal, 2014
Mention spéciale du Jury CIMMFEST - Chicago International Movie and Music Festival, 2014
Mention honorable au San Francisco Dance Film Festival, 2015

## Homonymie
Une artiste des arts visuels porte le même nom Isabelle Hayeur